# Manuel Vidal de Cárcer
Manuel Vidal de Cárcer (Tàrrega, 24 d'agost de 1906 - Barcelona, 17 de juny de 1998) fou un futbolista català dels anys 1920 i 1930.

## Trajectòria
Fill de Manuel Vidal i Mercedes de Cárcer. Va ser l'únic fill mascle del matrimoni, va tenir tres germanes : Teresa, Mercedes i Guialmar. Es va criar amb el seu avi matern, Enrique de Cárcer, a Tàrrega. Destacà de jove al FC Tàrrega. El 1925 marxà a Cuba amb la intenció d'evitar del servei militar. A l'illa caribenya jugà a futbol com a porter als clubs Cataluña i Iberia. L'any 1931 retornà a la seva ciutat natal, Barcelona, i ingressà al FC Barcelona. Jugà dues campanyes al club, però només disputà 23 partits (cinc de lliga), doncs el porter titular del moment era Joan Josep Nogués.
L'any 1933 va rebre la baixa del Barcelona i es convertí en entrenador dels equips infantils de l'entitat. També fou impulsor del Col·legi d'Entrenadors de la Federació Catalana de Futbol, d'on en fou director. Va ser vicepresident dels veterans del FC Barcelona, sota la presidència de Kubala.

## Obra
- El Fútbol Actual, Barcelona, Editorial Hispano-Europea, 1953.
- Tratado moderno de las industria del caucho, Barcelona - Buenos Aires, Editorial: José Montesó, 1953.
- Cauchos y elastómeros, Barcelona, autor-Editor 4, 1984.

## Palmarès
FC Barcelona
- Campionat de Catalunya: 1931-32